# Rancho Cabras
Rancho Cabras är en ort i Mexiko.   Den ligger i kommunen Tehuacán och delstaten Puebla, i den sydöstra delen av landet, 220 km öster om huvudstaden Mexico City. Rancho Cabras ligger 2 630 meter över havet och antalet invånare är 480.
Terrängen runt Rancho Cabras är kuperad. Runt Rancho Cabras är det ganska tätbefolkat, med 83 invånare per kvadratkilometer. Närmaste större samhälle är Xoxocotla, 10,5 km nordost om Rancho Cabras. I omgivningarna runt Rancho Cabras växer i huvudsak blandskog.